# Groupe Arcange
 (décembre 2023).
L'article doit être relu — et modifié si nécessaire — par des contributeurs indépendants pour apporter un regard critique aux contributions effectuées en violation des conditions d'utilisation de Wikipédia, tant sur la forme (notamment concernant le style encyclopédique, la proportionnalité) que sur le fond (la neutralité de point de vue, la qualité et l'indépendance des sources).
 (novembre 2018).
Le Groupe Arcange est un groupe d’investissement immobilier privé créé en 1996 et spécialisé dans l'identification et la gestion d'actifs à fort potentiel. En 2014, le Groupe Arcange avait déjà réalisé près d'1 milliard d'euros d'acquisitions et de cessions immobilières pour compte propre ou compte de tiers.

## Histoire
En 2010, le Groupe Arcange et la Foncière Saint Honoré acquièrent un immeuble de 1 150 m2 pour 5,88 millions d'euros situé au 30 rue Jacques Dulud, à Neuilly-sur-Seine.
En 2011, la Foncière Saint-Honoré et le Groupe Arcange acquièrent le 18, rue Marbeuf, dans le 8e arrondissement de Paris, soit 4 000 m2 de bureaux, commerces et habitation auprès de Cerep III, troisième fonds immobilier européen de Carlyle.
En 2012, le Groupe Arcange acquiert le 25, rue de Taitbout, dans le 9e arrondissement de Paris, immeuble mixte d’une surface de 1 000 m2, auprès d'un institutionnel.
En 2013, le Groupe Arcange constitue la société de gestion Arcange REIM, sélectionnée par la banque Neuflize OBC pour concevoir des fonds d’investissement immobiliers « sur mesure ». Arcange REIM est la première société de gestion de fonds alternatifs agréée par la CSSF (Commission de surveillance du secteur financier) à Luxembourg sous le régime AIFMD exclusivement dédié à l'immobilier.
En 2014, le Groupe Arcange constitue Gestion Arcange REIM et lance un fonds d'investissement alternatif investissant dans toutes les classes d'actifs immobiliers avec pour objectif de lever 50 millions d'euros. Ce type de fonds commun de placement est le premier du genre en immobilier.
En décembre 2014, le Groupe Arcange annonce avoir acquis le 7, rue de Penthièvre, dans le 8e arrondissement de Paris pour le compte du fonds d'investissement Arcange Active pierre.
En 2016, le Groupe Arcange et Val de France Immo créent la joint-venture Financière Arval pour investir sur le marché francilien. Elle intègre notamment la foncière I-Commerces One investissant en murs de boutiques pied d'immeubles, principalement à Paris et en première couronne, avec une stratégie de création de valeur.
En mars 2017, le Groupe Arcange acquiert un ensemble immobilier de 2 000 m2 rue de Chabrol, dans le 10e arrondissement de Paris. 
En avril 2018, le Groupe Arcange, associé au sein d’une foncière à la Banque Populaire Val-de-France, achète à Allianz Real Estate « Le Discovery » au cœur de l'espace technologique de Saint-Aubin[Lequel ?]. Cet ensemble immobilier, livré en 2008, développe une surface totale d’environ 5 770 m2.
En septembre 2018, Géraldine Rouah, partner au Capital Markets et membre du comité de direction chargé du cross-selling et des synergies transversales métiers de Cushman & Wakefield, devient Directrice générale d'Arcange pour organiser, structurer et mener la nouvelle stratégie d'institutionnalisation du groupe. 
Le 6 novembre 2018, le Groupe Arcange annonce le recrutement de Paul Hatte, ancien data scientist de Nicolas Sarkozy et fondateur de la startup française Hatis notamment créatrice de l'application de profilage électoral Knockin, en qualité de Secrétaire aux Affaires générales, à la Recherche et à l'Innovation afin de "doter le Groupe Arcange d'outils analytiques innovants" capables de révolutionner le sourcing immobilier,. 
En octobre 2018, le Groupe Arcange et Foncière Val de France acquièrent auprès de M&G Real Estate un immeuble de 4 200 m2 à Voisins-le-Bretonneux.
A l'occasion du SIMI, le 5 décembre 2018, le Groupe Arcange dévoile sa nouvelle identité, évoluant vers un statut de foncière-opérateur. Nouvel univers graphique, nouveau logo, nouvel argumentaire, nouvelles ambitions. 
Le 8 mars 2019, le Groupe Arcange annonce avoir signé la charte "1 immeuble, 1 œuvre" du ministère de la Culture et s'engage à exposer un artiste vivant dans chacun de ses futurs projets immobiliers. 
En janvier 2024, Géraldine Rouah quitte le groupe laissant inocupée sa place de directrice générale. 

## Présentation
Le Groupe Arcange est scindé en trois entités : 
- Arcange REIM, créé en 2013[4], responsable de la création et de la gestion des véhicules d’investissement répondant à la diversité des attentes des investisseurs du groupe dont les profils sont variés (institutionnels, particuliers, family offices...). Il regroupe les structures Arcange Fund Management et Arcange Asset Management.
- Arcange Property Management, développant l'offre de gestion immobilière du groupe via des mandats de gestion.
- Arcange Transactions, qui conseille et accompagne sa clientèle dans les décisions d'investissement.